# Airopsis tenella
Airopsis tenella là một loài thực vật có hoa trong họ Hòa thảo. Loài này được (Cav.) Coss. & Durieu mô tả khoa học đầu tiên năm 1855.